# Eduard Kühnl
Eduard Kühnl (16. května 1884, Praha – 23. května 1966, New York, USA) byl československý diplomat, významný esperantista a člen Akademio de Esperanto. Během 2. světové války vedl v letech 1942–1947 velvyslanectví ČSR v Havaně, Kuba a od roku 1947 v Limě, Peru.

## Život
Narodil se v rodině pojišťovacího dozorce Františka Kühnla. Po absolvování reálky vystudoval strojní inženýrství na českém VUT v Praze. Na přelomu let 1918-1919 se podílel na organizování prvního československému konzulátu v Barceloně a od února roku 1919 pracoval nejprve jako smluvní a později jako řádný úředník na Ministerstvu zahraničních věcí. Od ledna roku 1920 do srpna roku 1923 byl jako kancelářský rada přidělen k československému konzulátu v Madridu a poté krátce ke generálnímu konzulátu v Paříži. Po návratu do vlasti působil od října 1923 jako kancelářský správce a roku 1926 se stal ředitelem tzv. pomocné kancelářské služby celého Ministerstva zahraničních věcí.
Od listopadu 1931 sloužil jako aktuárský ředitel u československého vyslanectví v Santiagu de Chile. Odkud roku 1939 přesídlil do New Yorku, kde se zapojil do druhého československého odboje. Nejprve pracoval u tamního generálního konzulátu, kde mj. redigoval španělsky vydávaný "Boletin Checoslovaco" a roku 1942 byl pak vyslán na Kubu, aby vedl jako první „rezidentní“ chargé d’affaires e. p. tamní nově zřízenou československou legaci v Havaně. Vyslanectví se projevovalo čilou propagační prací ve prospěch exilové vlády v Londýně. Za jeho působení bylo mj. několik lokalit na ostrově přejmenováno názvem "Lidice", úřad měl i řadu dalších propagačních aktivit a z této doby pochází i používání jména Lidice jako dívčího jména. V létě roku 1946 byl přeložen do Prahy, ale již v říjnu 1947 byl jako chargé d’affaires pověřen vedením vyslanectví v Peru. V březnu roku 1948 na protest proti vývoji v Československu na úřad rezignoval a brzy odjel do Chile, kde získal i s manželkou politický azyl. Později přesídlili znovu do USA, kde mj. pravidelně přispíval do krajanského tisku.